# 声音交互设计
声音交互设计（英文：Sonic interaction design）是一种和声音相关的研究和设计过程。在该过程中，声音被看作传递信息、含义及交互内容的美学与情感品质的重要渠道之一。声音交互设计是交互设计和声音音乐处理的交叉学科。如果将交互设计看作设计人们通过计算的手段打交道的对象，那么在语音交互设计中，声音既可以作为过程的展示，又可以作为输入的中介，来达到调节交互的目的。

## 研究领域

### 感知、认知和情感研究
此领域研究关注人对交互内容声音方面的获取的实验科学发现。
在封闭交互（closed-loop interactions）中，用户操控一个发出声音的界面，声音的反馈亦影响使用者的操控，在听者的直觉和行动间有紧密的连结关系。听声音不但可能激发一个对声音怎么产生的心理符号（mental representation），也可能会让听者为对声音做出反应做准备。声音的认知符号可能和行动计划模式相联系，声音也能为听者提供进一步反应的线索。
语音交互具有影响用户情感的潜质：声音品质影响用户的交互是否愉快，操作的困难程度亦影响用户的操控感。

### 产品声音设计
在语音交互设计方面，产品设计主要关注于设计有语音方面突出特点的可交互产品的方法和经验。设计关注那些以操作为目的的有形的或功能性的产品、或者像在虚拟原型中一样对上述产品的模拟。在此领域的研究与开发依赖于其他学科的研究，比如：
- 产品声音特性；[9]
- 听觉生态学（acoustic ecology （页面存档备份，存于），生物与环境间通过声音连结的关系）；
- 电影声音；[10]
- 电脑与电子游戏声音；[11]
- 声音文化（sound culture （页面存档备份，存于），对于不同社会和历史阶段中声音的产生与使用如何变化的研究）；

对声音产品的设计研究从许多不同领域继承了一套惯用做法。对这些方法的试验一直都伴随着研究与教学的融合。这些做法包括：
- - 身体风暴（bodystorming （页面存档备份，存于），对使用情景的模拟），参与者在使用对象时自己模拟对象的会发什么声音。
  - 戏剧性行为（theatrical practices），比如戏剧性的暗喻或表演。
  - 以演示和个体间行为为基础的基本设计。
  - 电影制作中的“福氏工艺”（Foley artistry）。
  - 表演声音剧。

声音交互设计的其他研究方向包括可听化（Sonification （页面存档备份，存于））、交互艺术与音乐等。

## 参看
- 工业设计
- 交互设计
- 交互设计模式
- 人机交互
- 心理学
- 用户界面设计
- 以用户为本的设计
- 以使用为本的设计